# Juan Manuel Ramírez
Juan Manuel Ramírez Montero (Ibagué, 20 de diciembre de 1985) es un periodista (de profesión economista), analista y columnista de opinión. Es economista con maestría en políticas públicas de la Universidad Externado de Colombia en convenido de doble titulación con la Universidad de Columbia de Nueva York, maestría en responsabilidad corporativa de la Universidad Camilo José Cela en Madrid y estudios de Alto Gobierno de la Universidad de los Andes así como en Seguridad y Defensa Nacional (Cidenal) de la Escuela Superior de Guerra. Ha dedicado su vida a acompañar a la ciudadanía sobre cómo aprovechar las oportunidades que representa la Cuarta Revolución Industrial. 
En 2017 hizo parte del equipo creador del Viceministerio de Economía Digital en Colombia y dirige el Observatorio de Transformación Digital de la Universidad del Rosario, donde además es profesor Archivado el 27 de septiembre de 2020 en Wayback Machine. sobre gestión de la innovación, transformación digital y experiencia empresarial. Es cofundador de la firma consultora Innobrand, dirige BLU 4.0, la plataforma de opinión de BLU Radio en Colombia en la que cada noche conversa sobre cómo está cambiando el mundo con el auge de la economía digital y escribe los viernes columnas de opinión en diario Portafolio.  
Ha sido periodista de los diarios colombianos El Tiempo, "Portafolio" y "ADN", y las revistas "Don Juan", Toros y "Huella Social". Durante 4 años presentó un programa de análisis económico en Canal El Tiempo (Periódico) El Tiempo,  junto al también periodista Mauricio Julián Romero. También hizo presencia en algunos espacios televisivos de análisis económico del "Canal Citytv". 
Ha sido asesor de la OIT, Ministerio de las TIC, Ministerio de Trabajo, Ministerio de Agricultura y Ministerio de Hacienda (donde acompañó al equipo que reglamentó las plataformas digitales de apuestas en Colombia a través de su regulador Coljuegos). Es miembro del Consejo Directivo del Centro Nacional de Opinión Pública. Desde el (2007) ha colaborado con los principales medios de comunicación de su país (Colombia), lo que le ha representado premios y reconocimientos como el Premio Nacional de Periodismo Alfonso López Michelsen, el Premio de Periodismo Antonio Nariño de la "Sociedad Colombiana de Prensa" y la Orden de Gran Caballero Francisco de Paula Santander del Congreso de la República. 

## Algunos trabajos periodísticos
Entre sus principales trabajos se encuentra un análisis del panorama económico para los empresarios colombianos una vez entrado en vigor el Tratado de Libre Comercio con Estados Unidos, en diario El Tiempo., investigaciones sobre las oportunidades comerciales con China, Corea del Sur y la Unión Europea, y un ranking con los mejores salarios a nivel mundial. Algunas entrevistas con personajes destacados como el premio Nobel de Paz, Muhammad Yunus, el expresidente de Colombia Ernesto Samper Pizano, el expresidente del "Perú", Alejandro Toledo, el expresidente de "Brasil", Luiz Inacio Lula Da Silva, la presidenta de Chile, Michelle Bachelet, el presidente del Banco Interamericano de Desarrollo (BID), Luis Alberto Moreno, el cofundador de Google Larry Page, el asesor económico del gobierno del presidente Barack Obama, Lawrence Summers.

## La fábrica de ideas
En 2012 creó Innobrand, una compañía consultora sobre comunicaciones estratégicas con enfoque de asuntos públicos en América Latina, desde donde lidera un programa de capacitaciones y talleres dirigidos a emprendedores y líderes empresariales. Recientemente lanzó una iniciativa de innovación social denominada Fábrica de Ideas mediante la cual busca fortalecer actividades de emprendimiento que contribuyan a reducir fenómenos como la pobreza, la desigualdad o la falta de cobertura en comunicaciones en el territorio colombiano. Actualmente dirige su propio blog Egonomista donde invita a columnistas nacionales e internacionales para opinar sobre el país.